# شاوموت (مونتانا)
شاوموت (به انگلیسی: Shawmut) شهری در ایالت مونتانا کشور ایالات متحده آمریکا است که جمعیت آن در سرشماری سال ۲۰۱۰ میلادی، ۴۲ نفر بوده‌است. مساحت آن 1175.02 کیلومتر است.